# Bívia ibèrica
La bívia ibèrica (Chalcides bedriagai) és una espècie de saure de la família dels escíncids de dimensions petites. Pertany a la família dels escíncids, rèptils escatosos proveïts d'extremitats molt petites, o bé totalment absents. Es troba al sud de Catalunya i País Valencià, així com a altres llocs del centre i el sud de la península Ibèrica de forma molt puntual. No es troba al nord de l'Ebre. S'ha descrit una subespècie: C. bedriagai pistaciae.

## Morfologia i costums
Les bívies ibèriques tenen el tronc molt allargat i el cap aixafat. Arriben a una talla màxima de tan sols 16 cm. Tot i que semblen una sargantana, tenen les potes tan xicotetes que a penes són funcionals. Hi ha cinc ditets a cada pota.
Generalment diürnes i actives fins al vespre, són animalets molt tímids que s'amaguen immediatament quan se senten en perill.
Les bívies habiten a la sorra, preferentment en llocs amb vegetació dispersa d'arboç i matoll sec. Són carnívores; mengen petits llimacs, insectes, aranyes i cuques bola i els agrada molt furgar forats.
Les femelles són vivípares.

## Ecologia
Les poblacions de bívies ibèriques estan disminuint ràpidament. Entre les amenaces a aquesta espècie, cal mencionar la modificació del seu hàbitat per l'edificació i urbanització gairebé contínua de la zona costanera del País Valencià. A aquestes pressions, s'afegeix la proliferació del porc senglar en altres llocs.